# Dieudonné Mandelkern
Pour les articles homonymes, voir Mandelkern.
Dieudonné Mandelkern, né le 29 octobre 1931 et mort le 23 avril 2017, est un haut fonctionnaire français, notamment président de section honoraire au Conseil d'État.

## Biographie
Il est licencié en droit, diplômé de Sciences Po (promotion 1952), où il a été maître de conférences dans les années 1960, et ancien élève de l'ENA (promotion Vauban).
Il a notamment exercé les fonctions de directeur au Secrétariat général du gouvernement, de préfet des Hauts-de-Seine.
Il a été directeur de cabinet de Jean-Pierre Chevènement au ministère de la Défense de 1989 à 1991, président de la section de l'intérieur au Conseil d'État de juin 1994 à octobre 1997 et président de la Commission nationale de contrôle des interceptions de sécurité (CNCIS), du 1er octobre 1997 au 30 septembre 2003.
Il est également connu pour avoir présidé le groupe de travail qui a remis le rapport portant sur les archives de la Préfecture de police relatives à la manifestation organisée par le FLN le 17 octobre 1961 afin notamment d'établir le bilan humain des violences commises lors de cette journée, lequel faisait controverse à la suite des travaux de Jean-Luc Einaudi et de leur contestation par Jean-Paul Brunet.
Il est également l'auteur, à la tête du Groupe de travail interministériel sur la qualité de la réglementation, d'un rapport de mars 2002 relatif à la qualité de réglementation. En 2004, il préside une commission chargée de donner un avis sur l'instauration d'un service minimum dans les transports publics.

## Récompenses et distinctions

### Décorations
- Grand officier de la Légion d'honneur (31 décembre 2001)
- Commandeur de l'ordre national du Mérite